# كلية سان فرانسيسكو للطب بجامعة كاليفورنيا
كلية سان فرانسيسكو للطب بجامعة كاليفورنيا (بالإنجليزية: University of California, San Francisco School of Medicine)‏ هي إحدى الكليات لتدريس الطب في الولايات المتحدة الأمريكية. تقع في مدينة سان فرانسيسكو في ولاية كاليفورنيا الأمريكية. نوع الشهادة الطبية التي يتم تحصيلها هناك هي دكتور في الطب.